# James Prescott Joule
James Prescott Joule [udtales dʒuːl] (født 24. december 1818 i Salford, nær Manchester, død 11. oktober 1889) var en engelsk fysiker.
Joule studerede varmens natur og opdagede dens sammenhæng med mekanisk arbejde. Dette ledte til teorien om energibevarelse (termodynamikkens 1. lov). SI-enheden for arbejde, joule, er opkaldt efter ham. Han samarbejdede med Lord Kelvin i udviklingen af den absolutte temperaturskala, studerede magnetostriktion (rumfangsændring ved magnetisering) og fandt sammenhængen mellem strømmen gennem en elektrisk modstand og den udviklede varme, nu kaldet Joules lov.